# Llista d'asteroides/213801-213900
| Nom      | Designació provisional | Data de descobriment   | Lloc de descobriment | Descobridor/s               |
| -------- | ---------------------- | ---------------------- | -------------------- | --------------------------- |
| 213801 - | 2000 WY169             | 3 d'abril de 2003      | Anderson Mesa        | LONEOS                      |
| 213802 - | 2003 GP14              | 2 d'abril de 2003      | Haleakala            | NEAT                        |
| 213803 - | 2003 GC17              | 5 d'abril de 2003      | Haleakala            | NEAT                        |
| 213804 - | 2003 GE17              | 5 d'abril de 2003      | Haleakala            | NEAT                        |
| 213805 - | 2003 GP22              | 5 d'abril de 2003      | Anderson Mesa        | LONEOS                      |
| 213806 - | 2003 GT35              | 5 d'abril de 2003      | Anderson Mesa        | LONEOS                      |
| 213807 - | 2003 GY41              | 7 d'abril de 2003      | Palomar              | NEAT                        |
| 213808 - | 2003 HO10              | 25 d'abril de 2003     | Kitt Peak            | Spacewatch                  |
| 213809 - | 2002 CZ182             | 26 d'abril de 2003     | Haleakala            | NEAT                        |
| 213810 - | 2003 HG42              | 27 d'abril de 2003     | Anderson Mesa        | LONEOS                      |
| 213811 - | 2003 MA4               | 26 de juny de 2003     | Socorro              | LINEAR                      |
| 213812 - | 2003 NE                | 1 de juliol de 2003    | Haleakala            | NEAT                        |
| 213813 - | 2003 PW12              | 4 d'agost de 2003      | Socorro              | LINEAR                      |
| 213814 - | 2003 QY18              | 22 d'agost de 2003     | Socorro              | LINEAR                      |
| 213815 - | 2003 QB20              | 22 d'agost de 2003     | Palomar              | NEAT                        |
| 213816 - | 2000 WW194             | 22 d'agost de 2003     | Palomar              | NEAT                        |
| 213817 - | 2003 QF24              | 21 d'agost de 2003     | Palomar              | NEAT                        |
| 213818 - | 2003 QV26              | 22 d'agost de 2003     | Haleakala            | NEAT                        |
| 213819 - | 2003 QG32              | 21 d'agost de 2003     | Palomar              | NEAT                        |
| 213820 - | 2002 CU206             | 22 d'agost de 2003     | Palomar              | NEAT                        |
| 213821 - | 2003 QO52              | 23 d'agost de 2003     | Socorro              | LINEAR                      |
| 213822 - | 2000 YA93              | 23 d'agost de 2003     | Socorro              | LINEAR                      |
| 213823 - | 2003 QT62              | 23 d'agost de 2003     | Socorro              | LINEAR                      |
| 213824 - | 2003 QD63              | 23 d'agost de 2003     | Socorro              | LINEAR                      |
| 213825 - | 2003 QW63              | 23 d'agost de 2003     | Socorro              | LINEAR                      |
| 213826 - | 2003 QK65              | 24 d'agost de 2003     | Palomar              | NEAT                        |
| 213827 - | 2003 QN75              | 24 d'agost de 2003     | Socorro              | LINEAR                      |
| 213828 - | 2003 QU75              | 24 d'agost de 2003     | Socorro              | LINEAR                      |
| 213829 - | 2000 WP163             | 24 d'agost de 2003     | Socorro              | LINEAR                      |
| 213830 - | 2000 YD101             | 24 d'agost de 2003     | Socorro              | LINEAR                      |
| 213831 - | 2003 QG92              | 30 d'agost de 2003     | Consell              | R. Pacheco                  |
| 213832 - | 2003 QM94              | 28 d'agost de 2003     | Haleakala            | NEAT                        |
| 213833 - | 2003 QN101             | 29 d'agost de 2003     | Socorro              | LINEAR                      |
| 213834 - | 2003 QD103             | 31 d'agost de 2003     | Kitt Peak            | Spacewatch                  |
| 213835 - | 2000 VC44              | 31 d'agost de 2003     | Socorro              | LINEAR                      |
| 213836 - | 2003 RQ12              | 14 de setembre de 2003 | Haleakala            | NEAT                        |
| 213837 - | 2003 RR15              | 14 de setembre de 2003 | Palomar              | NEAT                        |
| 213838 - | 2003 RF27              | 4 de setembre de 2003  | Kvistaberg           | Uppsala-DLR Asteroid Survey |
| 213839 - | 2002 EC134             | 16 de setembre de 2003 | Palomar              | NEAT                        |
| 213840 - | 2003 SU5               | 16 de setembre de 2003 | Kitt Peak            | Spacewatch                  |
| 213841 - | 2003 SV7               | 16 de setembre de 2003 | Palomar              | NEAT                        |
| 213842 - | 2003 SM8               | 16 de setembre de 2003 | Kitt Peak            | Spacewatch                  |
| 213843 - | 2001 CL48              | 16 de setembre de 2003 | Kitt Peak            | Spacewatch                  |
| 213844 - | 2003 SU27              | 18 de setembre de 2003 | Palomar              | NEAT                        |
| 213845 - | 2003 RQ26              | 18 de setembre de 2003 | Palomar              | NEAT                        |
| 213846 - | 2003 SA52              | 18 de setembre de 2003 | Palomar              | NEAT                        |
| 213847 - | 2003 SP52              | 18 de setembre de 2003 | Palomar              | NEAT                        |
| 213848 - | 2003 ST54              | 16 de setembre de 2003 | Anderson Mesa        | LONEOS                      |
| 213849 - | 2003 SF55              | 16 de setembre de 2003 | Anderson Mesa        | LONEOS                      |
| 213850 - | 2003 SZ55              | 16 de setembre de 2003 | Anderson Mesa        | LONEOS                      |
| 213851 - | 2003 SE61              | 17 de setembre de 2003 | Socorro              | LINEAR                      |
| 213852 - | 2003 SY70              | 18 de setembre de 2003 | Kitt Peak            | Spacewatch                  |
| 213853 - | 1996 TU3               | 19 de setembre de 2003 | Kitt Peak            | Spacewatch                  |
| 213854 - | 2003 SK88              | 18 de setembre de 2003 | Campo Imperatore     | CINEOS                      |
| 213855 - | 2003 SK103             | 20 de setembre de 2003 | Socorro              | LINEAR                      |
| 213856 - | 2003 SA104             | 20 de setembre de 2003 | Socorro              | LINEAR                      |
| 213857 - | 2003 SH116             | 16 de setembre de 2003 | Socorro              | LINEAR                      |
| 213858 - | 2003 SZ120             | 17 de setembre de 2003 | Socorro              | LINEAR                      |
| 213859 - | 2003 SG127             | 19 de setembre de 2003 | Crni Vrh             | Crni Vrh                    |
| 213860 - | 2003 SU131             | 18 de setembre de 2003 | Kitt Peak            | Spacewatch                  |
| 213861 - | 2003 SX133             | 18 de setembre de 2003 | Socorro              | LINEAR                      |
| 213862 - | 2003 SL147             | 20 de setembre de 2003 | Haleakala            | NEAT                        |
| 213863 - | 2003 SZ148             | 16 de setembre de 2003 | Kitt Peak            | Spacewatch                  |
| 213864 - | 2003 SQ150             | 17 de setembre de 2003 | Socorro              | LINEAR                      |
| 213865 - | 2003 SJ156             | 19 de setembre de 2003 | Anderson Mesa        | LONEOS                      |
| 213866 - | 2003 ST157             | 19 de setembre de 2003 | Anderson Mesa        | LONEOS                      |
| 213867 - | 2003 SA163             | 19 de setembre de 2003 | Kitt Peak            | Spacewatch                  |
| 213868 - | 2003 SQ165             | 20 de setembre de 2003 | Anderson Mesa        | LONEOS                      |
| 213869 - | 2003 SG170             | 20 de setembre de 2003 | Campo Imperatore     | CINEOS                      |
| 213870 - | 2003 SQ173             | 18 de setembre de 2003 | Palomar              | NEAT                        |
| 213871 - | 2003 SE179             | 19 de setembre de 2003 | Palomar              | NEAT                        |
| 213872 - | 2001 AB11              | 22 de setembre de 2003 | Anderson Mesa        | LONEOS                      |
| 213873 - | 2003 SN206             | 25 de setembre de 2003 | Haleakala            | NEAT                        |
| 213874 - | 2003 SO213             | 26 de setembre de 2003 | Socorro              | LINEAR                      |
| 213875 - | 2003 SA225             | 25 de setembre de 2003 | Haleakala            | NEAT                        |
| 213876 - | 2003 SO246             | 26 de setembre de 2003 | Socorro              | LINEAR                      |
| 213877 - | 2003 SH248             | 26 de setembre de 2003 | Socorro              | LINEAR                      |
| 213878 - | 1999 RP41              | 26 de setembre de 2003 | Socorro              | LINEAR                      |
| 213879 - | 2002 EP124             | 26 de setembre de 2003 | Socorro              | LINEAR                      |
| 213880 - | 2001 DV32              | 26 de setembre de 2003 | Socorro              | LINEAR                      |
| 213881 - | 2003 SO249             | 26 de setembre de 2003 | Socorro              | LINEAR                      |
| 213882 - | 2003 SQ250             | 26 de setembre de 2003 | Socorro              | LINEAR                      |
| 213883 - | 2003 SU263             | 28 de setembre de 2003 | Socorro              | LINEAR                      |
| 213884 - | 1998 BE24              | 24 de setembre de 2003 | Haleakala            | NEAT                        |
| 213885 - | 2003 SU270             | 25 de setembre de 2003 | Palomar              | NEAT                        |
| 213886 - | 2003 SM271             | 25 de setembre de 2003 | Haleakala            | NEAT                        |
| 213887 - | 2003 SV275             | 29 de setembre de 2003 | Socorro              | LINEAR                      |
| 213888 - | 2003 SS288             | 28 de setembre de 2003 | Socorro              | LINEAR                      |
| 213889 - | 2003 SW300             | 17 de setembre de 2003 | Palomar              | NEAT                        |
| 213890 - | 2003 SX303             | 17 de setembre de 2003 | Palomar              | NEAT                        |
| 213891 - | 2003 SZ309             | 28 de setembre de 2003 | Socorro              | LINEAR                      |
| 213892 - | 2003 SH334             | 22 de setembre de 2003 | Kitt Peak            | Spacewatch                  |
| 213893 - | 2003 TN2               | 7 d'octubre de 2003    | Wrightwood           | J. W. Young                 |
| 213894 - | 1999 XA100             | 8 d'octubre de 2003    | Wrightwood           | J. W. Young                 |
| 213895 - | 2003 TF6               | 1 d'octubre de 2003    | Anderson Mesa        | LONEOS                      |
| 213896 - | 2003 TL55              | 5 d'octubre de 2003    | Kitt Peak            | Spacewatch                  |
| 213897 - | 2003 UP1               | 16 d'octubre de 2003   | Kitt Peak            | Spacewatch                  |
| 213898 - | 2003 UU16              | 16 d'octubre de 2003   | Haleakala            | NEAT                        |
| 213899 - | 2003 US29              | 21 d'octubre de 2003   | Socorro              | LINEAR                      |
| 213900 - | 1996 XH13              | 17 d'octubre de 2003   | Kitt Peak            | Spacewatch                  |